# 초절기교 연습곡 4번 '마제파' (리스트)

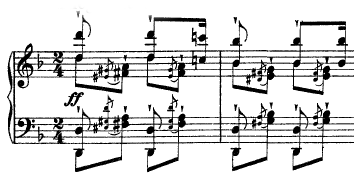

초절기교 연습곡 4번 D단조 "마제파"는 프란츠 리스트가 작곡한 초절기교 연습곡이다.

## 작곡
이 곡은 Liszt가 3번에 걸쳐 만들었다. 결국 마지막에 작곡한 한 S. 139 version이 제일 유명하다. Liszt가 자신의 친구에게 Mazeppa의 prelude(전주곡)을 작곡해야겠다고도 편지를 남긴 만큼 그는 Mazeppa를 사랑했다. 이 곡은 조지 바이런의 시 마제파에 영향을 받은 빅토르 위고의 동명 시에 Liszt가 감명을 받고 쓴 곡이다. 악보의 맨 아랫부분에 "그는 마침내 죽었다. 그리고 왕으로 부활한다!(Il tombe enfin!... et se releve roi!)" 라는 빅토르 위고가 쓴 마제파의 구절이 적혀 있다. 어렸을 때의 Liszt의 특징이라고 할 수 있는 어려운 technique의 초 결정체이며, 당시 Liszt가 이 곡을 작곡하는 것에 굉장히 심열을 기울였다고 S.138 version을 들어보면 알 수 있다.

## 형식
세계 3대 난곡으로 불릴 정도로 엄청난 난이도를 자랑하는 동시에 뛰어난 음악성과 연주 효과를 가졌다.
이 곡은 역대급 넓이의 Arpeggios로 시작한다. Tempo도 빨라 연주하기 까다롭고 하나만 틀려도 티가 나는 Arpeggio의 특징 때문에 힘들지만 잘만 치면 여러 가지 감정을 표현할 수 있다. 각각의 Arpeggio마다 pedal을 갈고 조금 빠르게 하면 굉장히 웅장하고 멋있고, 점점 빠르게 하면 분노를 표현할 수 있다. 하지만 느리고 pedal도 아름답게 하려고 노력하면 굉장히 아름답게 시작할 수 있다. 대부분의 연주자는 1번이나 2번의 방법을 사용한다. 그리고 Ad libitum(애드리브) Cadenza(카덴차)으로 간다. 이 부분은 scale이 정말 빠르게 해 극악의 난이도를 보여준다. 그럼에 더 화려하게 느껴지고, 완벽하게 master하면 제일 쉬운 부분 중 하나이다. 그 후 theme과 함께 3도 진행이 나오는데, 이게 mazeppa를 어렵게 하는 이유이다. 이 곡은 이 3도만 잘한다면 끝이라는 이야기도 있을 정도이다. Ivan Mazeppa가 달려가는 말 발굽 소리를 표현했다는 말이 있다. Liszt는 이 부분의 손가락 번호를 꼭 2424로 하라고 하지만 다른 변형도 많이 있다. 2424가 너무 힘들고, '굳이 그렇게 해야 하나?'라는 생각이 컸을 것이다. Mazeppa로 유명한 Berezovsky도 2431으로 한다. 하지만 이렇게 하면 말발굽 소리가 덜 표현되는 것이 문제가 된다. 그리고 theme 사이 간에 넣은 부분이 나오고(이 부분도 너무 넓은 영역을 사용해야 하고 독립성을 요구하기에 어렵다), octave 부분이 나온다. 하지만 octave는 많은 pianist가 이미 연습 되어 있기에 그나마 쉽다. 그런데 다음에 나오는 arpeggio는 두개의 음을 동시에 치다 보니 너무 어렵다. 나중에는 이게 더 발전된다. 그리고 여러 가지 변형이 나온 후 climax에 돌입 후에 조용한 부분이 나오는데 그 때는 Mazeppa의 죽음을 암시한다. 하지만 다시 부활하고 장엄하고 멋있게 곡은 끝난다.